# Edie (Desperate Housewives)

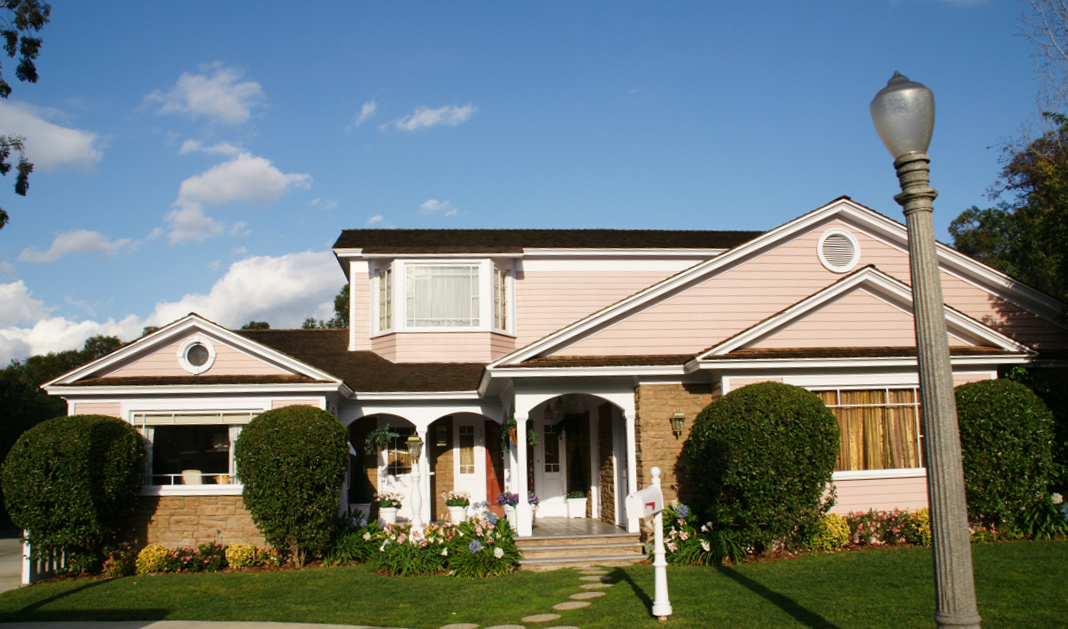
Casa de Edie en Wisteria Lane

Edie Williams  (Anteriormente Britt, McLain y Rothwell) (1967 - 2014) es un personaje ficticio de la serie de televisión Desperate Housewives de la ABC, interpretado por Nicollette Sheridan.
Edie, es una agente inmobiliaria y serialmente divorciada, vecina de Wisteria Lane conocida por sus variadas, numerosas y legendarias conquistas así también por ser competitiva con respecto al amor y a su profesión.

## Historia
"Edie Britt era la depredadora más voraz en un barrio de 5 manzanas; sus conquistas eran numerosas, variadas y atrevidas" - Mary Alice Young

"...¿Conocen a alguien más de mi edad y con un cuerpo como éste?..." Edie Williams

"Edie Britt no entendía por qué nunca tenía amigas. Por supuesto siempre le decía a la gente que no las necesitaba. Pero la verdad era que le molestaba no caerles bien a las demás mujeres". (1x11)
 Mary Alice Young

"...Iba en mi coche la otra noche y adivina lo que me pasó, me estrello contra un poste de la luz, luego para colmo de males me electrocuto, qué quieres que te diga fue un día horrible.

Todos mis vecinos oyeron el golpe, así que dejaron inmediatamente su cena de microondas, sus carisimos tarros de crema hidratante, sus películas guarras de pago por visión y salieron de sus casas corriendo ansiosos por ver a que venía tanto jaleo.
Pero entonces cuando vieron que era yo pasó algo raro, por un momento nadie se movió ni dijo nada, solo miraban hasta que estalló el follón y todos se preocuparon mucho de repente, lo cual fue conmovedor pero al final no sirvió de nada.
Momentos antes de que llegara la ambulancia oí a alguien susurrar: "no te preocupes Edie vas a salir de esta, te vas a poner bien". Susan Mayer... tan equivocada como siempre, 2 segundos más tarde sucedió... con todas mis vecinas rodeándome di mi último aliento.

Lo bueno, que mi muerte fue igual que mi vida... Siendo el más absoluto centro de atención". (5x19)
 Final de Edie

## Anteriormente
Edie Britt vivió una infancia muy triste. Con un padre ausente y una madre (Ilene Britt) ladrona y alcohólica, Edie pasó la mayoría de su infancia con la dura asistente social llamada Sra. Muntz. Cuando creció, se casó con Charles McLain y tuvo a su hijo, Travers. Luego, se divorció y se casó con Umberto Rothwell. Juntos se mudaron a Wisteria Lane y allí se divorciaron. Al no recibir atención de las amas de casa, se encontró entablando amistad con la meticulosa Martha Huber.

## Primera temporada
Durante la mayor parte de la primera temporada, Edie trata de conquistar a Mike Delfino y de mantener alejada a Susan Mayer de éste. Al descubrir que la preocupación por la ausencia de su ácida amiga Martha Huber le provocaba arrugas, intentaba encontrarla con vida inútilmente. Con la muerte de su única amiga Martha (quién la había acogido en su hogar cuando su casa había sido incendiada), empieza a integrarse al grupo de Susan, Lynette, Bree y Gabrielle. Durante el velorio de Martha, Susan le confiesa que ella le quemó la casa accidentalmente al ir a espiar si estaba pasando la noche con Mike Delfino; Edie reacciona lanzándole en la cara a Susan las cenizas del cuerpo cremado de Martha, que debían echarlo en el lago del bosque.

## Segunda temporada
Desde el comienzo de la segunda temporada, Edie está en pareja con Karl Mayer, exmarido de Susan Mayer. Cuando están a punto de casarse, Edie descubre que Karl sigue enamorado de Susan y que habían tenido sexo durante su relación con ella. La agente inmobiliaria decide vengarse quemando la cocina de Susan y se lo admite. Para denunciarla, Susan necesitaba pruebas así que trata de grabar en una cinta la confesión de la rubia, quien la descubre. Al intentar escapar, Susan provoca que Edie sea picada por avispas amarillas, quedando internada en el hospital. Cuando Susan va a visitarla para hacer las paces, rompiendo la cinta, Edie se niega y le jura una terrible venganza.

## Tercera temporada
Edie recibe la visita de su rebelde sobrino Austin McCann, que viene a pasar un tiempo con ella tras pelearse con su madre por golpear a su novio. Austin conquista a Julie Mayer (a quien Edie ayuda con las píldoras de control de natalidad para disgusto de Susan), quien lo termina dejando al enterarse de que la estaba engañando con Danielle Van De Kamp. Durante la amnesia temporal de Mike Delfino le miente al decirle que ellos eran novios y que Susan era una mala persona aprovechando la relación de ésta con Ian Hainsworth. Tras descubrir que Mike era sospechoso del asesinato de Monique Polier y de que lo llevarán preso, lo deja. Edie es una de los rehenes durante la toma de la tienda por Carolyn Bigsby. Carolyn piensa que Edie es una de las mujerzuelas con las que Harvey la engañaba ya que se encierran en una habitación aparte para mantenerse fuera de peligro.
En My Husband, the Pig, Charles McLain, su primer esposo, llega a Wisteria Lane a dejarle a Travers, su hijo de nueve años, mientras él va a África. Al no encontrar una niñera que lo cuide, Edie sale y deja solo a su hijo quien es descubierto en la calle por Carlos Solís, que luego lo invita a su casa. Cuando Edie se enamora de Carlos, utiliza a Travers para conquistarlo; Carlos se enoja por eso y ella termina corriéndolo de su casa por tratarla de "mujer fácil". Carlos se disculpa y Edie le muestra su cuerpo desnudo y una parte sensible de su personalidad que mantenía oculta. Luego, Carlos y ella aparecen en la cama formando un noviazgo hasta tal punto que pasa por sus cabezas el casarse y tener hijos.
En el final de temporada, Carlos descubre que Edie había estado utilizando métodos anticonceptivos a pesar de su promesa de darle un hijo. Cuando la confronta diciéndole que nunca más confiaría en ella, Edie entra en una depresión. Las últimas imágenes de la temporada muestran a Edie colgándose al cuello un pañuelo y subiéndose a una silla para suicidarse. Lo último que se ve, son sus pies que cuelgan, al lado de una carta que dice: "A mi querido Carlos".

## Cuarta temporada
Se descubre que Edie simuló su suicidio para que Carlos la salvara en el momento justo, pero algo salió mal: la Sra. McCluskey llegó y entretuvo a Carlos sin saber que el truco de Edie le había salido mal y su vida peligraba. Mientras discutían, la Sra. McCluskey miró por la ventana de la habitación de Edie y la vio colgada por el cuello, advirtió a Carlos y éste fue justo a tiempo para salvarla... Cuando llega, la logra revivir, y ésta inesperadamente agarra a Carlos con toda su fuerza. Un mes después de estar internada en el hospital, Edie regresa a Wisteria Lane donde se celebraba una fiesta a Katherine Mayfair (la nueva vecina), Edie piensa que la fiesta es para ella por regresar viva del hospital. Poco tiempo después, Edie descubre la famosa cuenta bancaria de Carlos en las Islas Caimán (las cuales se mencionaron frecuentemente en la primera temporada), y así descubrimos que aparte del amor, a Edie le empezaba a interesar el dinero de Carlos. Discretamente, Edie comienza a chantajear a Carlos con contarle a la aduana sobre sus "ahorros ilegales" hasta tal punto que Carlos tiene que comprometerse con ella. Cuando Edie contrae ladillas, descubre, a través de su perfume, que Victor también tiene y por lo tanto, comienza a sospechar del "affaire" de Carlos con Gabrielle. Edie contrata a un investigador para que siga a Carlos y descubra qué pasa realmente con Gaby. Cuando recibe las fotos de su prometido besando a su exmujer, se lo cuenta a Victor. 
Durante "Something's Coming", Edie y Gabrielle pelean por los papeles de la cuenta de Carlos perdiéndolos al dejar que el viento se los lleve. Ante la vista del tornado que se aproximaba, terminan encerradas en un subsuelo abrazadas y ante la posibilidad de una pronta muerte, aclaran sus diferencias. 
Cuando todo iba bien para Edie, decide llevarse a Orson en estado de ebriedad a su casa, y ambos beben... Bree los descubre cuando se dan un beso, y, aunque no hacen nada más, le declara la guerra a Edie. Pronto Edie descubre el secreto de Benjamin y chantajea a Bree, quién decide decir la verdad a todo el mundo. Cuando todas la ignoran, Edie, decide dejar Wisteria Lane para irse con su hijo Travers.

## Quinta temporada
Edie regresa a Wisteria Lane con un nuevo esposo, Dave Williams. Su regreso conmociona a las vecinas, pero descubren que Edie ha cambiado para bien, gracias a su nuevo esposo Dave. Sin embargo, mientras la historia avanza, se deja entrever que Edie no ha cambiado del todo. Más tarde que temprano, Edie descubre que se ha casado con un hombre con desequilibrio emocional y que ya estuvo casado antes. La noticia estremece a Edie pues no puede creer que estén viviendo juntos y no conozca su pasado. Sin embargo, al quedar encerrada con Susan, analiza su situación sentimental y entiende que falta poco para llegar a la solitaria vejez, así que decide perdonar a Dave para por fin tener una relación estable.
Episodios más tarde, la vida de Edie llega a su fin. Al descubrir más secretos sobre Dave, Edie decide investigar más afondo y termina con la conclusión de que Dave planea tener venganza con Mike debido al accidente de auto. Cuando Dave descubre que Edie lo sabe, intenta asesinarla, pero pronto se da cuenta de que tan lejos llegan sus actos y la deja libre. Edie, piensa escapar de Wisteria Lane, pero termina chocando con un poste de electricidad, y muere electrocutada.
Edie tiene una última aparición especial en el final de la quinta temporada en el episodio 5x23 Everybodys Says Dont como una alucinación de Dave, aconsejándole lo que debe hacer para concluir su venganza.

## Trivia
- Nicollete Sheridan audicionó para el personaje de Bree Van de Kamp pero acabó quedándose con el de Edie Britt.

- La salida del personaje de Edie no estaba pactada en guion, esto se debió a que Sheridan fue despedida tras una discusión con el productor y creador de la serie, Marc Cherry.

- Tras su salida, la actriz demandó a la producción por agresiones, ambiente de trabajo hostil y además exigió el pago de casi $20 millones de dólares por despido injustificado. No obstante, la demanda nunca prosperó.

- Datos: Q648219